# Diócesis de Tsiroanomandidy
La diócesis de Tsiroanomandidy (en latín: Dioecesis Tsiroanomandidyen(sis) y en francés: Diocèse de Tsiroanomandidy) es una circunscripción eclesiástica latina de la Iglesia católica en Madagascar, sufragánea de la arquidiócesis de Antananarivo. La diócesis tiene al obispo Gabriel Randrianantenaina como su ordinario desde el 30 de abril de 2021.

## Territorio y organización
La diócesis tiene 19 821 km² y extiende su jurisdicción sobre los fieles católicos de rito latino residentes en parte de la región de Bongolava.
La sede de la diócesis se encuentra en la ciudad de Tsiroanomandidy, en donde se halla la Catedral de Nuestra Señora del Buen Remedio.
En 2020 en la diócesis existían 3 parroquias.

## Historia
La prefectura apostólica de Tsiroanomandidy fue erigida el 13 de enero de 1949 con la bula Ad Christi regnum del papa Pío XII, obteniendo el territorio del vicariato apostólico de Miarinarivo (hoy diócesis de Miarinarivo).
El 11 de diciembre de 1958 la prefectura apostólica fue elevada a diócesis con la bula Qui benignissima del papa Juan XXIII.
El 8 de febrero de 2017 cedió una parte de su territorio para la erección de la diócesis de Maintirano.

## Estadísticas
De acuerdo al Anuario Pontificio 2021 la diócesis tenía a fines de 2020 un total de 247 321 fieles bautizados.
| Año                                                                             | Población            | Población | Población      | Sacerdotes | Sacerdotes    | Sacerdotes    | Bautizados por sacerdote | Diáconos permanentes | Religiosos | Religiosos | Parroquias |
| Año                                                                             | Bautizados católicos | Total     | % de católicos | Total      | Clero secular | Clero regular | Bautizados por sacerdote | Diáconos permanentes | Varones    | Mujeres    | Parroquias |
| ------------------------------------------------------------------------------- | -------------------- | --------- | -------------- | ---------- | ------------- | ------------- | ------------------------ | -------------------- | ---------- | ---------- | ---------- |
| 1950                                                                            | 9600                 | 64 000    | 15.0           | 9          |               | 9             | 1066                     |                      | 12         | 3          | 4          |
| 1969                                                                            | 42 543               | 115 241   | 36.9           | 25         | 1             | 24            | 1701                     |                      | 31         | 30         | 10         |
| 1980                                                                            | 61 242               | 165 785   | 36.9           | 20         | 1             | 19            | 3062                     |                      | 31         | 41         | 11         |
| 1990                                                                            | 82 890               | 270 127   | 30.7           | 22         | 3             | 19            | 3767                     |                      | 31         | 55         | 15         |
| 1999                                                                            | 127 167              | 387 407   | 32.8           | 23         | 12            | 11            | 5529                     |                      | 16         | 74         | 16         |
| 2000                                                                            | 159 291              | 391 171   | 40.7           | 30         | 15            | 15            | 5309                     |                      | 20         | 65         | 16         |
| 2001                                                                            | 154 141              | 402 199   | 38.3           | 28         | 15            | 13            | 5505                     |                      | 19         | 62         | 3          |
| 2002                                                                            | 161 483              | 393 363   | 41.1           | 25         | 14            | 11            | 6459                     |                      | 19         | 70         | 3          |
| 2003                                                                            | 167 321              | 429 302   | 39.0           | 29         | 16            | 13            | 5769                     |                      | 19         | 62         | 3          |
| 2004                                                                            | 172 189              | 464 211   | 37.1           | 30         | 16            | 14            | 5739                     |                      | 22         | 83         | 3          |
| 2010                                                                            | 186 691              | 455 727   | 41.0           | 48         | 26            | 22            | 3889                     |                      | 36         | 92         | 3          |
| 2014                                                                            | 223 433              | 600 167   | 37.2           | 45         | 28            | 17            | 4965                     |                      | 36         | 132        | 3          |
| 2017                                                                            | 241 325              | 699 500   | 34.5           | 58         | 30            | 28            | 4161                     |                      | 6          | 161        | 17         |
| 2020                                                                            | 247 321              | 590 600   | 41.9           | 54         | 33            | 21            | 4580                     |                      | 42         | 137        | 3          |
| Fuente: Catholic-Hierarchy, que a su vez toma los datos del Anuario Pontificio. |                      |           |                |            |               |               |                          |                      |            |            |            |

## Episcopologio
- Ángel Martínez Vivas, O.SS.T. † (14 de enero de 1949-30 de julio de 1977 retirado)
- Jean-Samuel Raobelina, M.S. † (27 de abril de 1978-30 de junio de 2001 falleció)
  - Sede vacante (2001-2003)
- Gustavo Bombín Espino, O.SS.T. (4 de octubre de 2003-8 de febrero de 2017 nombrado obispo de Maintirano)
  - Sede vacante (2017-2021)
- Gabriel Randrianantenaina, desde el 30 de abril de 2021